# 貝倫盾皮鮠
貝倫盾皮鮠，為輻鰭魚綱鯰形目美鯰科的其中一種，為熱帶淡水魚。分布於南美洲巴西Das Mortes河及阿拉瓜亞河流域，棲息在底中層水域，體長可達2.79-2.8公分，生活習性不明。

## 扩展阅读
維基物種上的相關：貝倫盾皮鮠